# Велі Голі
Велі Голі (хорв. Veli Golji) — населений пункт у Хорватії, в Істрійській жупанії у складі громади Света Неделя.

## Населення
Населення за даними перепису 2011 року становило 72 осіб.
Динаміка чисельності населення поселення:

## Клімат
Середня річна температура становить 13,14 °C, середня максимальна – 26,33 °C, а середня мінімальна – -0,32 °C. Середня річна кількість опадів – 1024 мм.
| Клімат поселення                              | Клімат поселення | Клімат поселення | Клімат поселення | Клімат поселення | Клімат поселення | Клімат поселення | Клімат поселення | Клімат поселення | Клімат поселення | Клімат поселення | Клімат поселення | Клімат поселення | Клімат поселення |
| Показник                                      | Січ.             | Лют.             | Бер.             | Квіт.            | Трав.            | Черв.            | Лип.             | Серп.            | Вер.             | Жовт.            | Лист.            | Груд.            |                  |
| Середній максимум, °C                         | 9,87             | 10,21            | 13,05            | 16,29            | 21,45            | 25,68            | 26,33            | 25,88            | 21,33            | 16,89            | 12,12            | 9,33             |                  |
| Середня температура, °C                       | 4,78             | 5,12             | 7,96             | 11,21            | 16,36            | 20,57            | 22,96            | 22,52            | 17,96            | 13,53            | 8,75             | 5,98             |                  |
| Середній мінімум, °C                          | −0,32            | 0,02             | 2,87             | 6,12             | 11,27            | 15,49            | 19,61            | 19,16            | 14,60            | 10,16            | 5,38             | 2,62             |                  |
| Норма опадів, мм                              | 80               | 66               | 74               | 80               | 69               | 81               | 57               | 82               | 93               | 118              | 126              | 98               |                  |
| Середньомісячна швидкість вітру, м/с          | 2.64             | 2.90             | 2.99             | 2.89             | 2.59             | 2.49             | 2.42             | 2.42             | 2.52             | 2.76             | 2.95             | 2.89             |                  |
| Середньомісячна сонячна радіація, кДж/м²·день | 4553             | 7411             | 10705            | 15191            | 19428            | 21147            | 21952            | 19185            | 14154            | 9123             | 4989             | 3854             |                  |
| --------------------------------------------- | ---------------- | ---------------- | ---------------- | ---------------- | ---------------- | ---------------- | ---------------- | ---------------- | ---------------- | ---------------- | ---------------- | ---------------- | ---------------- |
| Джерело:                                      |                  |                  |                  |                  |                  |                  |                  |                  |                  |                  |                  |                  |                  |